# Лі Кучань
Лі Кучань (李苦禪, 11 січня 1899 —11 червня 1983) — китайський художник, каліграф, мистецтвознавець КНР.

## Життєпис
Народився 1899 року у м. Гаотань (провінція Шаньдун). Походив з бідної селянської родини. З дитинства цікавився мистецтвом. Тривалий тяж тяжко працював, щоб скопити грошей й переїхати до Пекіну. Тут поступив до школи мистецтв, навчався у відомих художників Сюй Бейхуна та Ці Байші, останній вважав Лі своїм найкращим учнем. З 1926 році праює у штаті Центральної академії витончених мистецтв, де викладає живопис. Під час японо-китайської війни 1937–1945 років переїздить до Чунціна. У 1945 році повернувся до Пекіна, де продовжував створювати картини й викладати в академії мистецтв. Помер у Пекіні 6 листопада 1983 року.

## Творчість
Працював у жанрі «квіти і птахи». Для Лі Кучаня характерний вільній і спонтанний стиль («сіейі», тобто «начерк ідеї»). Особливістю є виразність пензля й спрощеність образів й форм. Лі був, зокрема, відомий зображенням хижих птахів. Його пізні роки відрізняються більшою вільностю і сміливістю. В цьому Лі Кучаня порівнювали з іншим сучасником Пан Тяньшоу. Прикладом є картини «Чапля», «Краби», «Півонії».